# Eustachio Ignazio Capizzi
Eustachio Ignazio Capizzi (20. září 1708 Bronte – 27. září 1783 Palermo) byl italský římskokatolický duchovní a oratorián.

## Život
Narodil se 20. září 1708 v Bronte jako syn rolníka Placida Capizziho, o kterého brzy přišel. Od jedenácti let navštěvoval v rodném městě Oratoř svatého Filipa Neri. Později se odstěhoval do Caltagirone a nakonec do Lipari.
Roku 1732 odešel do Palerma, kde o dva roky později začal studovat medicínu. Krátce nato opustil studium medicíny a začal se věnovat studiu teologie na Collegio Massimo. Dne 26. května 1736 byl vysvěcen na kněze. Deset let působil v palermské farnosti Albergheria, kde se věnoval společensky a morálně prospěšným dílům pro nejznevýhodněnější vrstvy.
Roku 1747 založil Kolej panen Santa Maria del Carmine (Collegio delle Vergini di Santa Maria del Carmine), kterou řídil pět let. Následně založil podobné koleje v nedalekém Vicari. V letech 1759–1766 vedl Collegio di Maria della Sapienza alla Magione. Roku 1769 se usadil v Oratoři Filippini v palermské čtvrti Olivella, kde pobýval do konce života. Během tohoto období publikoval řadu děl, v nichž prokázal svůj velký talent jako teolog a spisovatel.
Jeho posledním počinem byla výstavba koleje v rodném městě, která se dnes nazývá Collegio Capizzi.
Zemřel 27. září 1783 v Palermu a byl pohřben v oratoři. Roku 1994 byly ostatky přeneseny do kostela Nejsvětějšího Srdce v Bronte.

## Proces svatořečení
Proces byl zahájen 18. května 1819 v palermské arcidiecézi.